# Llancahue
Llancahue es una localidad rural de origen Mapuche ubicada en la comuna de Panguipulli, al norte del Lago Pellaifa junto al Río Llancahue.
En este localidad se encuentra la Escuela Rural Llancahue.

## Hidrología
La localidad de Llancahue se encuentra junto al Río Llancahue, en sus proximidades este río recibe las aguas del estero Culán.

## Accesibilidad y transporte
Llancahue se encuentra a 39,3 km de la ciudad de Panguipulli a través de la Ruta 203.

## Riesgos volcánicos
Ambas riberas del río Llancahue desde la junta con el río El Venado hasta su desagüe en el lago Calafquén está considerada como una zona con 'Peligro Muy Alto' de verse afectada por los lahares durante las erupciones del volcán Villarrica cuando estas se originen en el cono y/o en el cráter principal del volcán. Esto incluye el caserío de Llancahue y de Pellaifa. Lo anterior se basa en los antecedentes existentes de erupciones ocurridas durante los siglos XIX y XX. En el Mapa de Peligros del Volcán Villarrica los bordes del río Llancahue se encuentran bajo clasificación (AI1).
Igualmente, esta es una zona riesgos que puede verse afectada seriamente por caída de piroclastos de 3,2 hasta 1,6 cm de diámetro, con un máximo de entre 10 a 30 cm de espesor de los depósitos.